# Paolo Cardozo
Paolo Daniel Cardozo Cardozo  (Montevideo, Uruguay; 9 de junio de 1989) es un futbolista Uruguayo que se desempeña en la posición de Mediocampista en el California United Strikers FC de la Liga NISA de Estados Unidos. 
Su debut como profesional ocurrió el 31 de enero de 2010, jugando para Quilmes, en la derrota 4-0 ante Boca Unidos.

## Biografía
Nacido en Montevideo, Uruguay, se trasladó a la Argentina a los 7 años para jugar en las divisiones inferiores de River Plate, donde estuvo hasta los 18, para luego fichar con el Cervecero, cuando la entidad Millonaria no lo tuvo en sus planes.

## Clubes
| Club                   |  | País              | Año         |
| ---------------------- |  | ----------------- | ----------- |
| Quilmes                |  | Argentina         | 2010        |
| Los Angeles Galaxy     |  | Estados Unidos    | 2011 - 2012 |
| Chivas USA             |  | Estados Unidos    | 2012 - 2013 |
| Cartaginés             |  | Costa Rica        | 2013 - 2015 |
| L.A Wolves FC          |  | Estados Unidos    | 2015 - 2016 |
| O.C Invicta            |  | Estados Unidos    | 2015 - 2016 |
| Cal United FC          |  | 🇺🇸 Estados Unidos | 2016-2017   |
| Cal United FC          |  | 🇺🇸 Estados Unidos | 2017-2018   |
| Cal United Strikers FC |  | 🇺🇸 Estados Unidos | 2019        |

## Palmarés

### Campeonatos nacionales
| Título              | Club               | País           | Año  |
| ------------------- | ------------------ | -------------- | ---- |
| MLS Cup             | Los Angeles Galaxy | Estados Unidos | 2011 |
| Major League Soccer | Los Angeles Galaxy | Estados Unidos | 2011 |